# 天童庄车辆段
29°50′44″N 121°39′58″E / 29.845502°N 121.66616°E
天童庄车辆段又名天童庄综合基地，是宁波轨道交通的一座车辆段，服务于宁波轨道交通1号线，同时承担2号线以及3号线运营初期的车辆大修、架修任务。天童庄车辆段位于鄞州区五乡镇蔡江岸地区，接轨于东环南路站，主要任务为停车、列检和全线车辆的大修，同时设有上盖轨道交通员工服务设施。车辆段始建于2012年3月6日，于2013年8月接收1号线首辆列车。

## 结构
天童庄车辆段分为地下、地面一层、地面二层和上盖结构四个部分。地下部分为1号线二期邱隘东站，为地下二层岛式车站。地面一层为车辆基地，接轨于东环南路站，设有运用库、检修主厂房、试车线、工程车库、物资仓库、油漆库等设施。整个车辆段设有32个停车列检位，4个大架修理列位、1个定期修理列位、1个临时修理列位、3个双周检和三月检列位。运用库和检修主厂房位于车辆段东侧，运用库靠北，检修主厂房靠南。试车线位于车辆段南面。运用库高9.5米，上盖第二层为高4.5米的机动车车库。其上另有六幢上盖建筑，包括员工公寓、文体中心、食堂等，最高的员工公寓高达11层。

## 图片

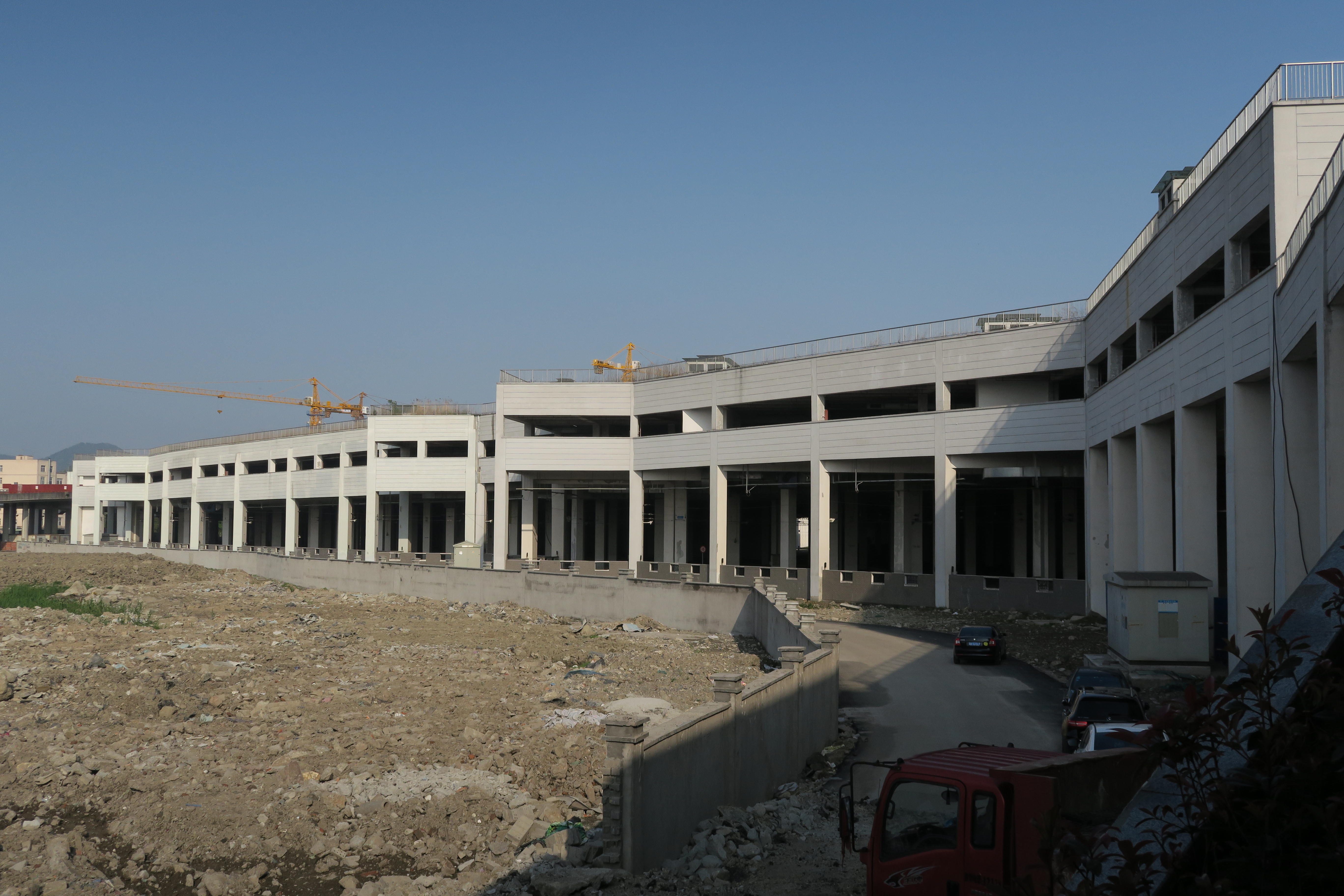
运用库
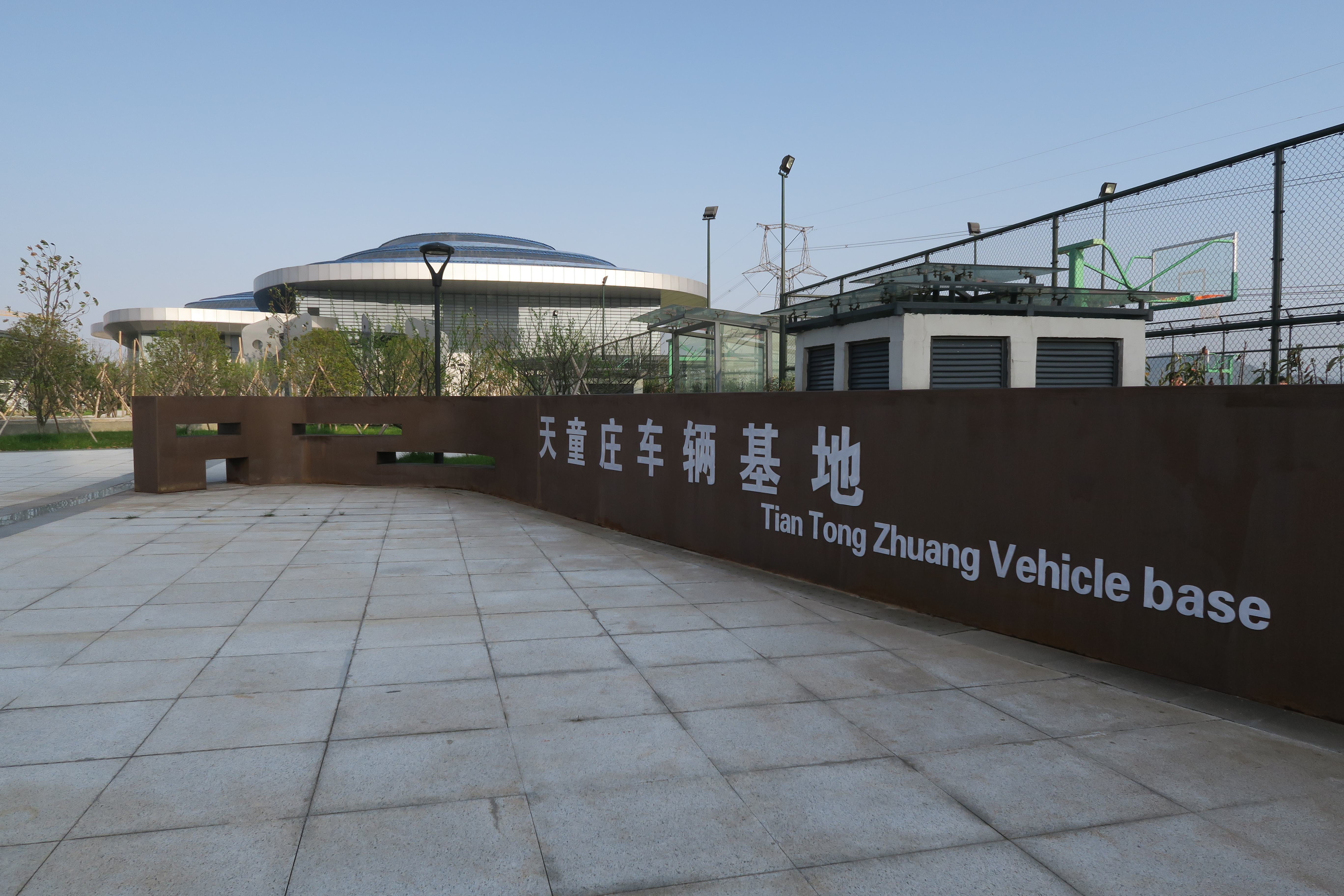
车辆段名称，远处为文体中心
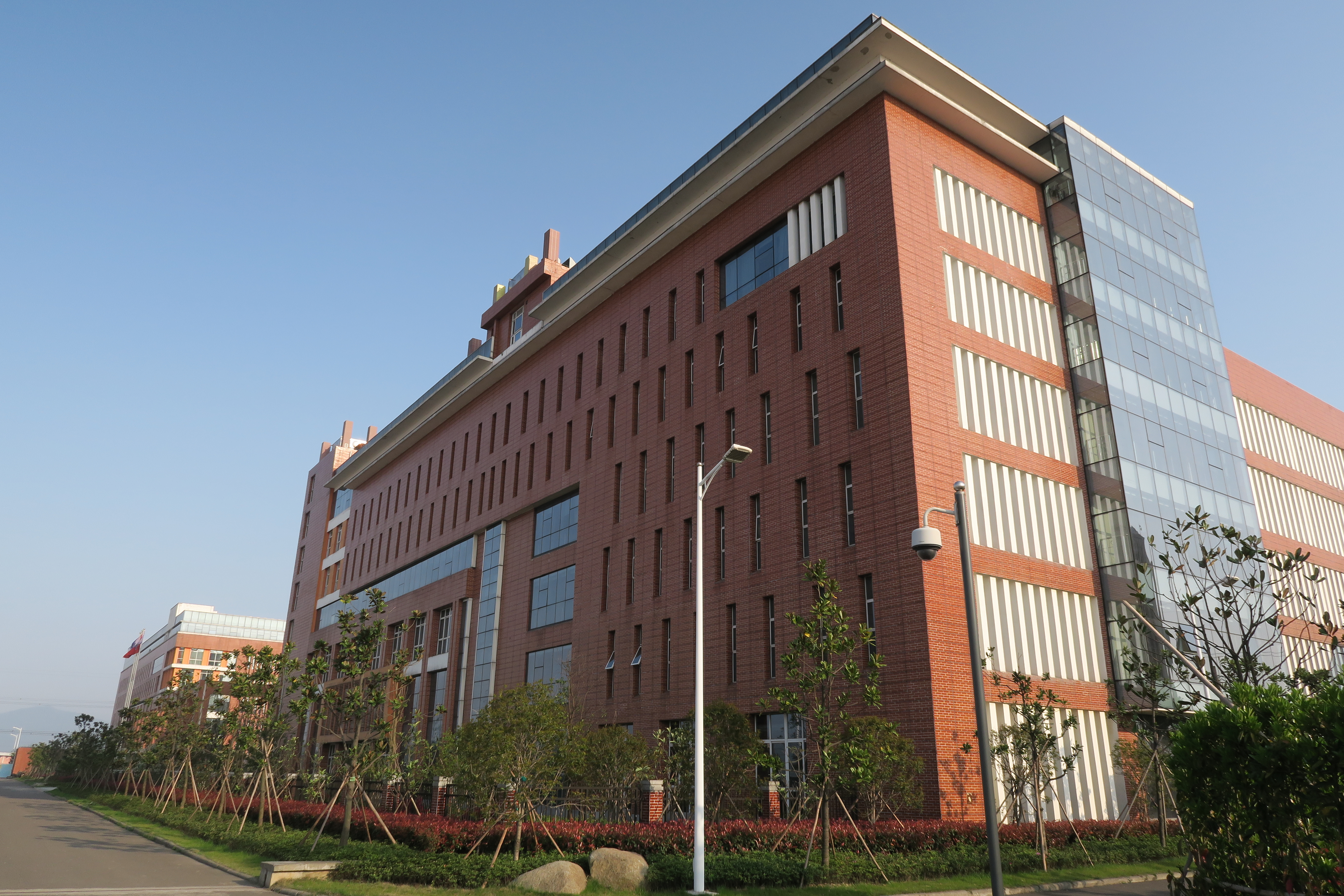
宁波轨道交通运营分公司办公楼
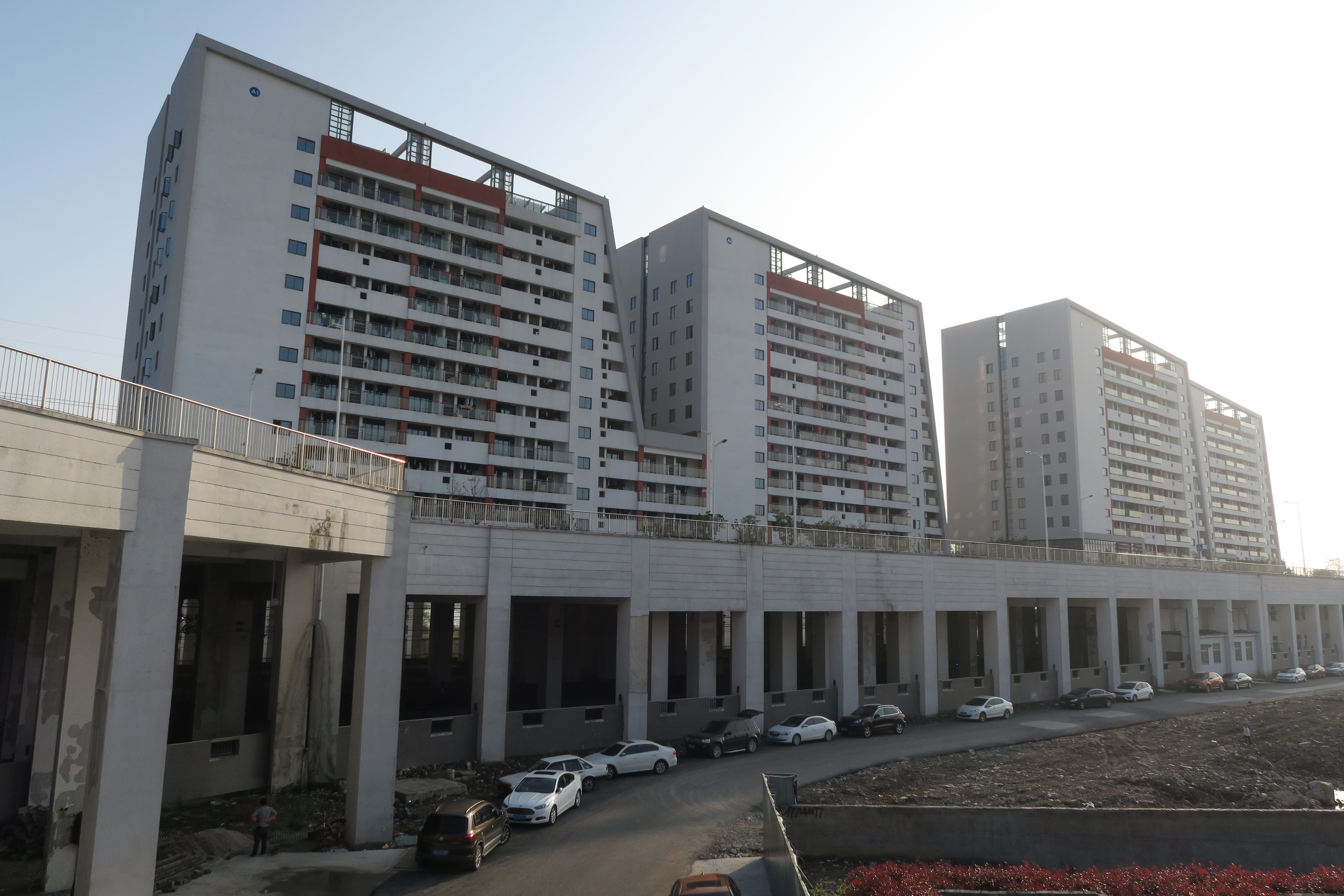
咽喉区，上方为员工单身宿舍